# Heurelho Gomes
Heurelho da Silva Gomes, född 15 februari 1981 i João Pinheiro, är en brasiliansk fotbollsmålvakt.

## Klubbkarriär

### Cruzeiro
Gomes startade sin professionella karriär i Cruzeiro, där han spelade 59 matcher mellan år 2002 och 2004. År 2004 blev han upptäckt av PSV Eindhovens talangscout Piet de Visser. De Visser är en av de mest rutinerade talangscouterna och har bland annat scoutat talanger som Romário och Ronaldo.

### PSV Eindhoven
I juli 2004 skrev Gomes på för PSV Einhoven och drygt en månad senare gjorde han sin debut mot det serbiska laget Röda Stjärnan. Sin holländska ligadebut gjorde han mot RBC Roosendaal i slutet av augusti. Innan matchen hade kritikerna sagt att brasilianaren inte varit tillräckligt stabil för att vakta målet hos fabrikslaget från Eindhoven. Efter matchen var alla tvivel undanröjda. Trots att Gomes släppte in två mål hade han imponerat med sina reflexer och sin stabilitet. Gomes har ett rekord som är minst sagt svårslaget, han höll nämligen nollan i mer än 60 procent av sina ligamatcher i Holland.

### Tottenham Hotspur
Den 26 juni 2008 skrev Gomes på för det engelska laget Tottenham Hotspur. Hans första matcher i klubben gick under förväntan och han stod för en rad slarviga ingripanden, men han revanscherade sig med ett par fantastiska matcher på höstsäsongens senare del.

#### Utlåning till 1899 Hoffenheim
Under den sista dagen av transferfönstret i januari 2013 enades Gomes om att lånas ut till det tyska laget 1899 Hoffenheim fram till slutet av säsongen. Den 2 februari 2013 gjorde Gomes sin debut då Hoffenheim vann med 2-1 mot Freiburg. Efter matchen lovordade Hoffenheims tränare Marco Kurz Gomes, "Gomes har visat en mycket solid prestation. Även om han har bara tränat en gång med oss, var hans aura stark." Redan efter sin tredje match för Hoffenheim blev han lagkapten, men hans säsong avslutades i förtid då han den 6 april 2013 bröt sin mellanhand under en viktig 3-0-vinst hemma mot Fortuna Düsseldorf. Han blev sedan tvungen att operera handen.
Efter sin skada återvände Gomes till Tottenham och inledde säsongen 2013-14 med Spurs. Gomes blev dock tredjemålvakt, som backup för 42-årige amerikanen Brad Friedel och klubbens förstaval Hugo Lloris. Den 22 maj 2014 meddelade Tottenham att Gomes skulle lämna klubben under efterföljande månad när hans kontrakt gick ut.

### Watford
Gomes tecknade ett ettårigt avtal, med option på ett andra år, med Championship-klubben Watford den 24 maj 2014.
Watford blev säsongen 2019/2020 nedflyttade till Championship och Gomes meddelade den 27 juli 2020 att han skulle lämna klubben vid säsongens slut.

## Landslagskarriär
Gomes debuterade för Brasiliens landslag år 2003 i "CONCACAF Gold Cup" och han vaktade målet i 5 matcher. Brasilien spelade bra och tog sig hela vägen till final där det dock blev förlust mot Mexiko med 1-0. Noterbart är att Brasilien bara hade med sig spelare som var under 23 år till turneringen. Annars har det varit sparsamt med speltid i landslaget då han har haft spelare som Dida och Julio Cesar framför sig.

## Statistik
| Säsong    | Klubb             | Land          | Liga                  | Matcher | Mål |
| --------- | ----------------- | ------------- | --------------------- | ------- | --- |
| 2002      | Cruzeiro EC       | Brasilien     | Campeonato Brasileiro | 14      | 0   |
| 2003      | Cruzeiro EC       | Brasilien     | Campeonato Brasileiro | 40      | 0   |
| 2004      | Cruzeiro EC       | Brasilien     | Campeonato Brasileiro | 5       | 0   |
| 2004–2005 | PSV               | Nederländerna | Eredivisie            | 30      | 0   |
| 2005–2006 | PSV               | Nederländerna | Eredivisie            | 32      | 0   |
| 2006–2007 | PSV               | Nederländerna | Eredivisie            | 32      | 0   |
| 2007–2008 | PSV               | Nederländerna | Eredivisie            | 34      | 0   |
| 2008–2009 | Tottenham Hotspur | England       | Premier League        | 34      | 0   |
| 2009–2010 | Tottenham Hotspur | England       | Premier League        | 31      | 0   |
| 2010–2011 | Tottenham Hotspur | England       | Premier League        | 30      | 0   |
|           |                   |               | Totalt                | 282     | 0   |

- Inklusive alla cup-matcher.